# Prologis
Prologis, Inc. là một quỹ đầu tư bất động sản có trụ sở tại San Francisco, California, chuyên đầu tư vào cơ sở hạ tầng vận chuyển hàng hóa. Công ty này được hình thành thông qua việc sáp nhập của AMB Property Corporation và Prologis vào tháng 6 năm 2011, khiến Prologis trở thành tập đoàn bất động sản công nghiệp lớn nhất thế giới. Đến tháng 12 năm 2022, công ty sở hữu 5.495 tòa nhà với tổng diện tích khoảng 1.2 tỷ feet vuông tại 19 quốc gia trên Bắc Mỹ, Nam Mỹ, Châu Âu, và Châu Á. Theo tạp chí The Economist, chiến lược kinh doanh của công ty tập trung vào các kho bãi nằm gần các khu vực đô thị lớn nơi đất đai khan hiếm. Công ty phục vụ khoảng 6.600 khách hàng. Prologis đã bắt đầu mở rộng kinh doanh không liên quan đến bất động sản, gọi là Essentials, vào năm 2022, cung cấp cho khách hàng năng lượng mặt trời, hệ thống kệ, xe nâng, máy phát điện, và hạ tầng sạc xe điện. và các thiết bị công nghệ vận chuyển.